# تكية شهشهاني
تكية شهشهاني (بالفارسية: تکیه شهشهانی) هي تكية شيعية تاريخية تعود إلى القاجاريين، وتقع في أصفهان.